# امعشة (المضاربة والعارة)

تعديل مصدري - تعديل

امعشـة هي إحدى قرى عزلة المضاربة بمديرية المضاربة والعارة التابعة لمحافظة لحج، بلغ تعداد سكانها 422 نسمة حسب تعداد اليمن لعام 2004.